# مدرسة النخلة
مدرسة النخلة: هي إحدى مدارس مدينة تونس التي بنيت خلال العهد العثماني، وهي من المعالم التاريخية المرسمة بأمر مؤرخ في 19 أكتوبر 1992.

## موقعها
تعتبر مدرسة النخلة أقرب المدارس إلى جامع الزيتونة، حيث لا تبعد عنه إلا بضعة أمتار، وتقع بنهج الكتبية عدد 11، في الجنوب الشرقي من جامع الزيتونة، وهي بجانب باب الربع وكان في مكان هذه المدرسة فندق يباع فيه الزبيب. توجد بنفس النهج مدرسة أخرى أسسها علي باشا هي المدرسة الباشية، وغير بعيد عنها أيضا توجد المدرسة السليمانية، هذا إضافة إلى التربة الباشية وهي بذلك كتلة واحدة وهو المثال الوحيد بالبلاد لاجتماع ثلاث مدارس في مكان واحد. كما يوجد في الجدار المواجه لها حمام القشاشين الراجع إلى العهد الحفصي.

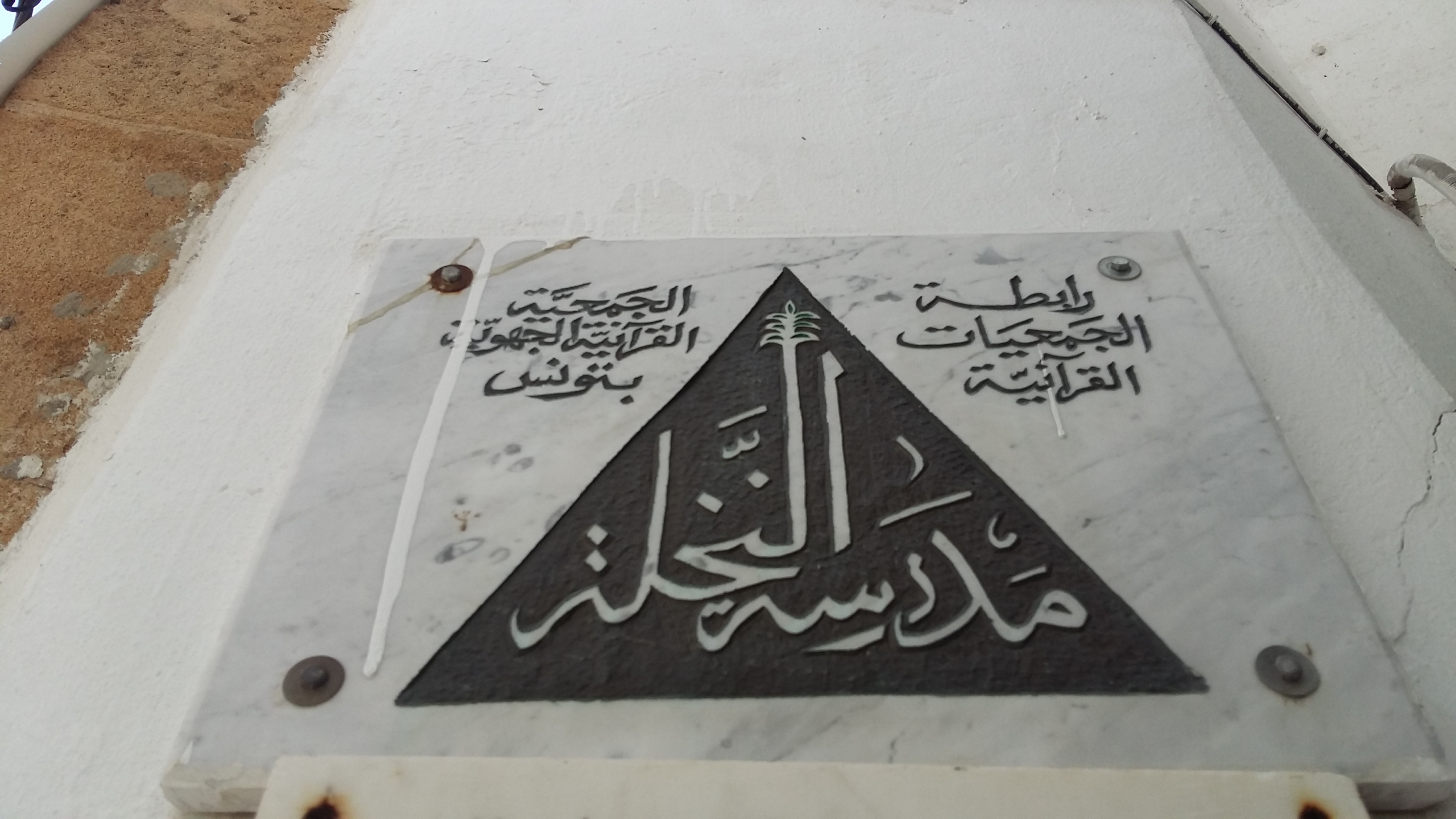
لوحة من الرخام تحمل اسم المدرسة.

## تأسيسها
استمدت مدرسة النخلة اسمها من وجود نخلة في المكان الذي تأسست فيه. وهي ثاني مدرسة أسسها حسين بن علي أول البايات الحسينيين، وكان ذلك سنة 1124ه/ 1712 - 1713م حسب الوزير السراج، بينما يذكر حسين خوجة أن الانتهاء منها كان سنة 1126هـ/1714-1715، وكان قد أسس قبلها المدرسة الحسينية الصغرى عام 1123هـ / 1711 ، وبعدهما مدرسة الجامع الجديد عام 1140هـ / 1727. ولا شك أنه كان يبحث من وراء ذلك عن توطيد نظام حكمه والبحث عن اكتساب قلوب الأهالي. 
كانت تعرف في البداية باسم المدرسة الحسينية الكبرى، وعند بناء علي بأي الثاني الثاني المدرسة الكائنة بنهج سيدي الصوردو، أطلق عليها اسم الحسينية الكبرى، فسميت مدرسة حسين بن علي ب«مدرسة النخلة» ليقع التمييز بينهما، كما تسمى بالمدرسة الجديدة ونتيجة لوجودها بالشارع الذي كانت تباع فيها الزهور والذي كان يعرف بسوق الطيبيين، دعيت أيضا باسم هذا السوق. أما سبب تسميتها بمدرسة النخلة، فهو ناتج عن تواجد نخلة صغيرة الحجم بها، إذ يذكر الصغير بن يوسف في مصنفه «تاريخ المشرع الملكي في سلطنة أولاد حسين تركي» أنه كان: «بها نخلة قصيرة في وسط المدرسة، رأيتها طمعت عراجين اليس».

## أوقافها
حبسها مؤسسها على طلبة المالكية، وحصر عددهم في أربع عشرة طالبا، ورتب مرتبات للشيخ والطلبة، كما عين بها إماما. أول من تولى مشيخة المدرسة هو أبو عبد الله محمد بن محمد الخضراوي. 
يعدد الباحث أحمد السعداوي العقارات التي أقيمت عليها المدرسة النخلة واوقافها، فيذكر ثمانية أوقاف أغلبها دكاكين بالإضافة إلى مخازن وسجن، وقد بني مكانها فندقان وسوق به 19 دكانا وأضيفت إلى تلك العقارات أوقاف أخرى سنة 1730. وكان يستفيد من تلك الأوقاف: شيخ المدرسة الذي كان يتقاضى ناصريين يوميا، وإمام الخمس، وقيم المدرسة ووكيلها ويتقاضى كل واحد منهم أربعة نواصر، في حين كان يتقاضى الطلبة وإمام الكتاب نصف ذلك المبلغ أي ناصريين اثنين ،

## بنايتها

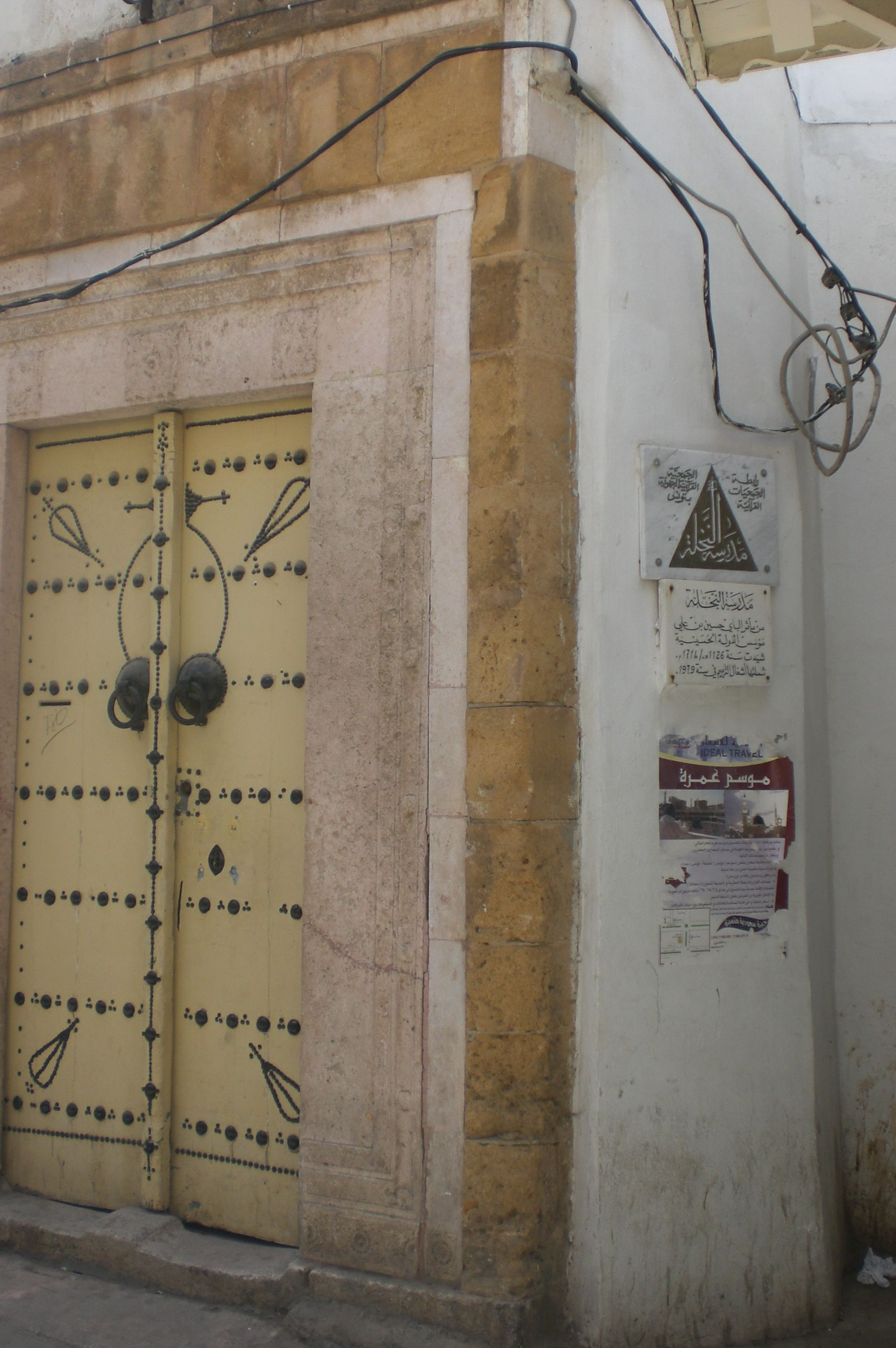
مدخل مدرسة النخلة بتونس

رغم أن النخلة أصغر من المدرستين المحاذيتين لها، فهي تغطي مساحة تقدر بحوالي 520م²، وتذكرنا واجهتها بواجهة المدرسة المرادية، إذ تحتلها بعض الدكاكين التي كانت محبسة عليها. يوجد في أقصى شمال الواجهة مدخل المدرسة الذي يحده على اليمين ممر مسقيف بأقبية متقاطعة وحلي باب المدرسة مثل أعلب أبواب 12ه/18م بالمسامير المتناوبة ويحيط به إطار مضاعف أولهما حجارة الكذال الوردي اللون، أما الثاني فيتكون من فقرات من حجارة الحرش الأصفر اللون المجلوب من منطقة الهوارية. المدخل منكسر نحو اليسار كما هو الحال للعديد من المعالم الأخرى.

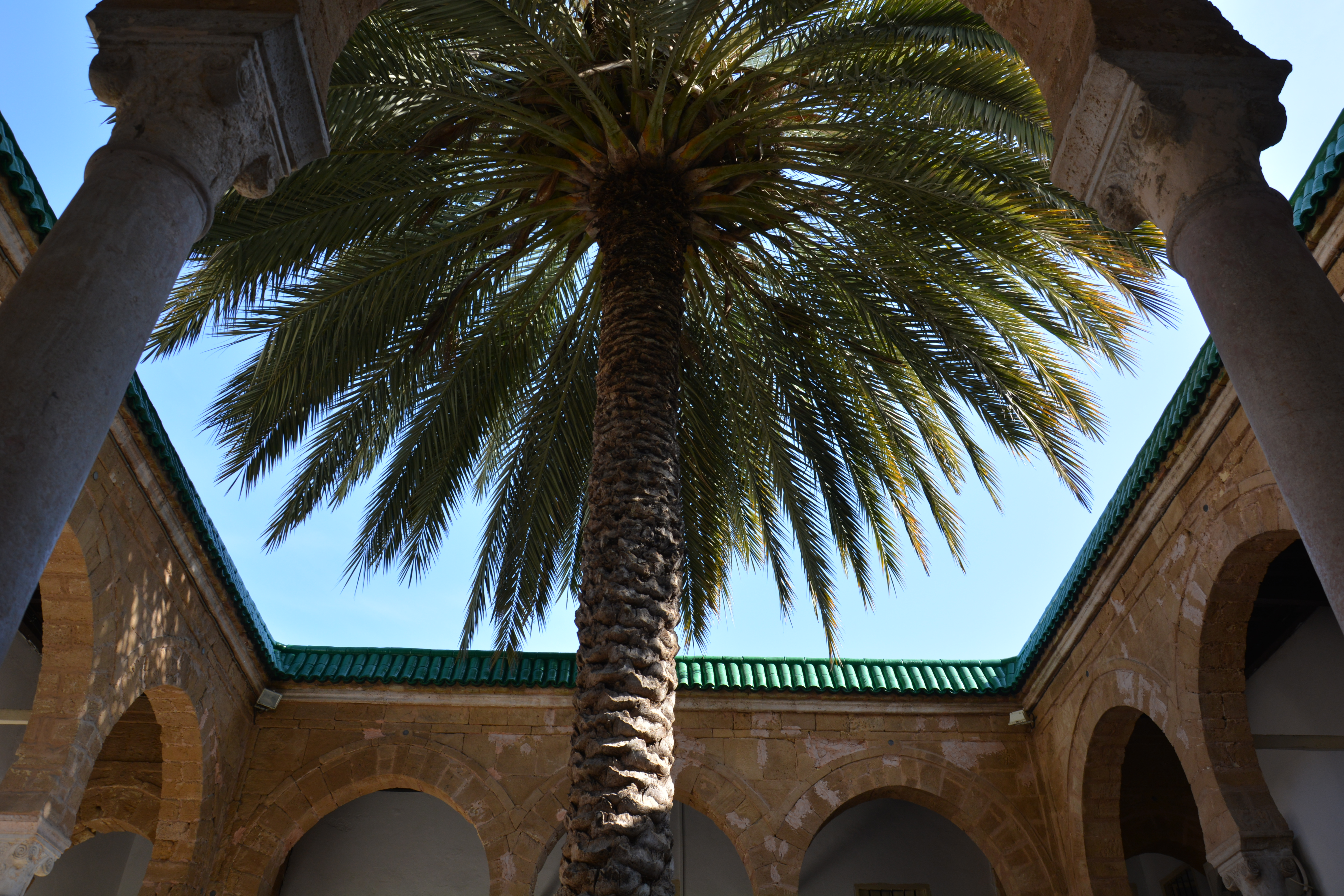
صورة تظهر شجرة النخيل في وسط الفناء (رمز مدرسة النخلة)

أقيمت مدرسة النخلة مكان فندق قديم، وهي تؤدي السقيفة إلى صحن شبه مربع تحيط به أروقة من جهاته الأربع تستند زواياها إلى دعامات من حجارة الهوارية. من الملاحظ أن سقف الأروقة لا يختلف عما يوجد بالمدارس الأخرى المتواجدة بمدينة تونس العتيقة، فهو خشبي ذو جوائز بارزة. تتكون من بهو يحيط بهيحيط بالصحن من الجهات الأربع رواق بعقود منكسرة ترتفع على أعمدة حجرية وتيجان تركية. ويفتح على ذلك الرواق مسجد وميضة و 14 غرفة. بخلاف المدارس الأخرى، فإن رواق المسجد بمدرسة النخلة ليس أعرض من الأروقة الأخرى بينما تمثل واجهته أهم الواجهات الأربع للصحن، إذ يتوسطها الباب الرئيسي الذي يحده بابان ثانويان، وقد حلي هذا الباب الأوسط بمسامير تأة ذ شكل محراب. يحيط به إطار ينقسم إلى قسمين؛ القسم الأعلى يتوسطه عقد متكون من 21 فقرة متناوبة بيضاء من حجارة الكذال وسوداء نفس نمط العقود الموجودة في المدارس الباشية. حليت قاعدة العضادتين بزخارف نباتية انتشر استعمالها في المدينة العتيقة انطلاقا من بداية القرن 11ه/17م، إذ نلاحظها خاصة في مدخل دار عثمان.

## وظيفتها حاليا
تحولت وظيفة مدرسة النخلة منذ تأسيسها في بداية القرن الثامن عشر بحيث كانت مدرسة تعليم وإقامة للطلبة ثم اقتصرت على طلبة الجامعة الزيتونية، وفي حين كانت طاقة إيوائها 14 طالبا طبقا لعدد الغرف كان يقطن بها سنة 1930 33 طالبا. وبعد إلغاء التعليم الزيتوني، وقع الاهتمام بها في السبعينات مثل عدد آخر من المدارس المماثلة وتم ترميمها عام 1979 وخصصت لتحتضن مقر الجمعية القرآنية الجهوية بتونس التابعة لـ رابطة الجمعيات القرآنية، وفيها يتم حاليا تحفيظ القرآن الكريم.

## وصلة خارجية
- وصف ثلاث مدارس: النخلة والباشية والسليمانية

1. 1 2  "Wiki Loves Monuments monuments database". 3 نوفمبر 2017.
2. ↑  وصلة مرجع: http://www.docartis.com/Tunisia_Decreti/DECRETS/Pagine/1992_19octobre.html.
3. 1 2  محمد الباجي بن مامي، معالم مدينة تونس عبر العصور
4. 1 2  Ahmed Saadaoui, Tunis, op. cit, p. 142
5. ↑  Ahmed Saadaoui, Tunis, op. cit. pp. 144-145
6. ↑  Ahmed Saadaoui, Tunis, op. cit p. 145
7. 1 2  محمد ضيف الله، الحركة الطالبية التونسية (1927-1939)، منشورات مؤسسة التميمي للبحث العلمي والمعلومات، زغوان-تونس 1999، ص 82